# Hugh Michael Rose
Sir Hugh Michael Rose, britanski častnik in operativec, * 1940, Britanska Indija.
Podpolkovnik Rose je bil poveljnik 22. SAS polka med falklandsko vojno.